# Zagadka Powdera
Zagadka Powdera – amerykański dramat z 1995 roku.

## Obsada
- Mary Steenburgen – Jessie Caldwell
- Sean Patrick Flanery – Jeremy Powder Reed
- Lance Henriksen – Szeryf Doug Barnum
- Jeff Goldblum – Donald Ripley
- Brandon Smith – Zastępca Harley Duncan
- Bradford Tatum – John Box
- Susan Tyrrell – Maxine
- Missy Crider – Lindsey Kelloway
- Ray Wise –	Dr Aaron Stripler
- Esteban Powell – Mitch
- Reed Frerichs – Skye
- Chad Cox – Zane
- Joe Marchman – Brennan
- Phil Hayes – Greg Reed
- Danette McMahon – Emma Barnum
- Tom Tarantini – Steve Barnum
- Woody Watson – Deke Kelloway
- Alex Morris – Dr Duane Roth
- Brady Coleman – Dr Deggan